# 石宝镇 (忠县)
石宝镇，是中华人民共和国重庆市忠县下辖的一个乡镇级行政单位。

## 行政区划
石宝镇下辖以下地区：
印山社区、太平村、忠诚村、凉水村、新政村、共和村、晨溪村、松林村、贯丰村、万松村、秦岭村、两河村、金山村、光辉村、灯塔村、盐龙村、咸隆村、蓼叶村和云山村。